# هاركما
هاركما (بالفريزية الغربية: De Harkema)‏ هي قرية ببلدية أختكارسبيلن بمقاطعة فرايزلاند،هولندا.

## أعلام
- بيتر وينينج